# Kesse Bienen auf der Matte
Kesse Bienen auf der Matte ist ein US-amerikanisches Sport-Drama aus dem Jahr 1981. Regie führte Robert Aldrich, dessen letzte Inszenierung dies werden sollte. Der Film ist auch unter dem Titel Harry läßt die Puppen tanzen bekannt.

## Handlung
Harry Sears ist der Manager der beiden Wrestlerinnen Molly und Iris. Er tourt mit ihnen als Tag Team California Dolls von Kampf zu Kampf durch Ohio, um mit dem Preisgeld über die Runden zu kommen. Das Geld ist immer knapp und so müssen sich alle drei nach dem gewonnenen Kampf in der Akron Arena in Akron mal wieder mit dem Nötigsten rumschlagen. Dabei geht ihnen nie die Hoffnung verloren, dass es mal besser werden könnte. So verkraften sie auch mal Rückschläge, wie den, als Eddie Cisco sie mal wieder um einen Teil der Kampfbörse betrog. Nachdem Harry mit seinem Baseballschläger mehrfach auf dessen Mercedes einschlug, ruft er eine andere Veranstalterin an. Doch Solly winkt ab. Da das Geld immer knapper wird, schwinden auch die Hoffnungen auf Besserung, sodass es zu immer größeren Streitereien zwischen den dreien kommt. So kommt der Kampf gegen die afroamerikanischen Toledo Tigers gerade recht. Eigentlich wurden sie für den Kampf engagiert, um zu verlieren, da die Tigers allerdings unfair kämpfen, platzt den beiden Frauen der Kragen, sodass sie diese klar besiegen. Die Tigers schwören bittere Rache, während Iris und Molly kurzzeitig ihren Triumph genießen können. Allerdings nicht lange, denn bald bleibt als einziger Job nur öffentliches Schlammcatchen übrig.
Beide fühlen sich gedemütigt und sind kurz davor, alles hinzuschmeißen. Allerdings lesen sie in der Zeitung, dass ein Weltmeisterschaftskampf zwischen den beiden Wrestlerinnen Big Mom und Superstar angesetzt ist, bei dem die Gewinnerin 25.000 und die Verliererin 10.000 US-Dollar erhält. Selbstverständlich hoffen alle drei für den Vorkampf engagiert zu werden. Denn ein Kampf im MGM Grand Hotel in Reno, Nevada, wäre gut fürs Prestige und würde, unabhängig vom Ausgang, für weitere gut bezahlte Kämpfe sorgen. Also ruft Harry nochmals Solly an, die ihm einen Mittwoch–Abendkampf in Chicago zusichert. Dort geht es erneut gegen die Toledo Tigers, wobei sie dieses Mal deutlich verlieren und harte Schläge einstecken müssen. Der Kampf in Reno scheint nun in weite Ferne gerückt zu sein. Und dann taucht auch noch Cisco auf, der sich als Sollys Partner mit in die Planungen einmischt. Iris geht mit ihm aus und sichert so den Deal. Der Kampf geht erneut gegen die Toledo Tigers. Die Kampfbörse beträgt 10.000 US-Dollar, wobei der Gewinner alles bekommt.
Der Vorkampf wird nun als North American Tag Team Championship ausgetragen. Cisco und Harry kommen überhaupt nicht klar, sodass beide auf ihre jeweiligen Mädchen wetten. Cisco kauft vorher den Schiedsrichter Dudley, um den Sieg der Tigers abzusichern. Derweil sorgt Harry dafür, dass an diesem Abend über niemand anderen als die California Dolls gesprochen wird. Seine Plakate, T-Shirts und die auf Jubel trainierten Kinder und gekauften Musiker zeigen ihre Wirkung. Nachdem der Footballspieler Joe Greene den Kampf ankündigt, wird der Auftritt der California Dolls so sehnsüchtig erwartet, dass das komplette Publikum nach ihnen schreit und ihnen einen glitzernden triumphalen Gang zum Ring bereitet.
Der Kampf beginnt mit einem offenen Schlagabtausch, wobei die Dolls technisch sauber und die Tigers mit unfairen Methoden kämpfen. Sie stechen den Dolls in die Augen, ziehen an ihren Haaren und landen mehrere unerlaubte Tiefschläge. Und der bestochene Kampfrichter schaut dabei immer weg. Selbst als Molly eine der Tigers überwältigt und auf das Abschlagen zum Sieg wartet, verweigert Dudley den Sieg, sodass Molly aus Verzweiflung mehrfach selbst auf den Boden haut, um zu zeigen, dass sie den Kampf eigentlich schon längst gewonnen hat. Anschließend wendet sich das Blatt, sowohl Molly als auch Iris werden im Kampf fertig gemacht und Opfer mieser Schläge der Tigers. So wird Iris mit den Knien der Gegnerin gewürgt, während der Schiedsrichter nur versucht, Molly aus dem Ring zu halten. Aber Iris schafft es mit einer gewagten Technik, dass ihre Gegnerin auf dem Schiedsrichter zu liegen kommt, und dabei mehrfach auf ihn einschlägt. Die Schläge sind so hart, dass der Schiedsrichter aus dem Ring heraus Cisco zu verstehen gibt, den Deal aufzukündigen. Im folgenden offenen Schlagabtausch zwischen den Dolls und den Tigers verlagert sich der Kampf außerhalb des Ringes, wobei die Tigers die Dolls so attackieren, dass es ihnen fast unmöglich wird, wieder in den Ring zu kommen. Ziel der Tigers ist es, eine Disqualifikation der Dolls zu erreichen. Die Dolls schaffen es jedoch dank eines überraschenden Manövers, sowohl in den Ring zurückzukommen, als auch die beiden Tigers beinahe zu besiegen. Obwohl die Tigers bewegungsunfähig auf dem Ringboden liegen und auf ihre Niederlage warten, verweigert Dudley den Dolls weiterhin den Sieg. Erst als das Publikum lauthals abzählt, hat er keine Wahl und muss ihnen den Sieg zusprechen.

## Kritik
„Kesse Bienen auf der Matte verwandelt die schäbige Welt des professionellen Frauenwrestlings in ein zeitgenössisches Märchen.“

„Es ist auch bei Aldrich ein brutales Ballett, doch im konsequenten Verzicht auf Vulgär–Effekte kein reines voyeuristisches Vergnügen. Einprägsamer als die mitreißenden, brillant geschnittenen Kampfszenen sind jene Momente, in denen Aldrich mit bitterem Amüsement zeigt, wie dieses Team seine Resignation, den Verlust der Selbstachtung und seine aufkommenden Zweifel mit sarkastischem Witz und manchmal unbeholfenen Zärtlichkeitsgesten zu überwinden sucht.“

„Unterhaltungsfilm, der eine auf Sensationen ausgerichtete Leistungsgesellschaft demaskiert, die selbst aus menschlicher Bloßstellung Kapital zu schlagen versucht. Dies hinter der perfekten, an gängigen Action-Mustern orientierten Inszenierung zu erkennen setzt Distanz und Urteilsfähigkeit voraus.“

## Veröffentlichung
Der Film startete am 16. Oktober 1981 in den US-Kinos und konnte etwas mehr als 6,4 Mio. US-Dollar einspielen. In Deutschland startete er am 28. Januar 1982 im Kino und ist unter dem Titel Harry lässt die Puppen tanzen  nur als VHS-Kassette antiquarisch erhältlich.